# Hans Wittfoht
Hans Wittfoht (* 26. November 1924 in Wittingen; † 26. August 2011 in Hamburg) war ein deutscher Bauingenieur und Unternehmer.

## Leben
Hans Wittfoht erwarb im Zweiten Weltkrieg das Notabitur und diente als Soldat bei der Artillerie. Nach dem Krieg arbeitete er anfangs in Hamburg als Maurer bei dem Bauunternehmen Polensky & Zöllner, ehe er von 1947 bis 1951 an der Technischen Hochschule Karlsruhe Bauingenieurwesen studierte.
Anschließend war er wieder für Polensky & Zöllner tätig, wo er schon 1952 die Leitung der Spannbeton-Abteilung übernahm. Dort beschäftigte er sich mit dem noch jungen Spannbeton-Brückenbau und war unter anderem an der Weiterentwicklung des Freivorbaus und der Entwicklung des Baues mit einer Vorschubrüstung beteiligt. Als Leiter des Hauptkonstruktionsbüros verantwortete er bei vielen Großbrücken die erfolgreichen Wettbewerbsentwürfe und die Auftragsabwicklungen.
Im Jahr 1963 promovierte er an der Technischen Hochschule Karlsruhe mit der Dissertation Der winkelrecht zu seiner Ebene belastete, kreisförmig gekrümmte Träger mit starrer Torsionseinspannung an den Auflagerpunkten. Im Jahr 1970 wurde Wittfoht geschäftsführender und persönlich haftender Gesellschafter des Bauunternehmens Polensky & Zöllner. Er verfasste über 40 Veröffentlichungen zu Fragen und Problemen des Spannbetonbrückenbaus und hatte über 30 Patente angemeldet.
In den Jahren 1985 bis 1989 war er Vorstandsvorsitzender des Deutschen Beton-Vereins (heute: Deutscher Beton- und Bautechnik-Verein E.V.), der ihm bereits 1981 die Emil-Mörsch-Denkmünze verliehen hatte.

## Ehrungen
Für sein vielseitiges, international beachtetes Lebenswerk wurde Hans Wittfoht öfters ausgezeichnet. So wurde er unter anderem mit der Freyssinet-Medaille der Fédération Internationale de la Précontrainte und dem Award of Merit in Structural Engineering der Internationalen Vereinigung für Hochbau und Brückenbau (IVBH) (1989) geehrt. 1979 verlieh ihm die Universität Stuttgart die Ehrendoktorwürde (als Dr.-Ing. E.h.).
Im Jahr 1981 verlieh der Deutsche Beton-Verein ihm die Emil-Mörsch-Denkmünze, siehe oben.

## Werk

### Brückenbauwerke
Unter Mitwirkung von Hans Wittfoht entstanden unter anderem folgende Brückenbauwerke:
- 1960: Mainbrücke Bettingen
- 1964: Krahnenbergbrücke
- 1969: Siegtalbrücke
- 1973: Köhlbrandbrücke
- 1974: Talbrücke Pfeddersheim
- 1976: Volmetalbrücke
- 1978: Sallingsundbrücke
- 1980: Gutachtalbrücke

### Schriften
- Kreisförmig gekrümmte Träger mit starrer Torsionseinspannung an den Auflagerpunkten. Theorie und Berechnung. Springer-Verlag, Berlin 1964.
- Triumph der Spannweiten. Geschichte des Brückenbaus. Beton-Verlag, Düsseldorf 1972.
- Building Bridges. History, Technology, Construction. Beton-Verlag, Düsseldorf 1984.